# The Simpsons Sing the Blues
| Оценки критиков | Оценки критиков |
| Источник        | Оценка          |
| --------------- | --------------- |
| Allmusic        | [ 1 ]           |

The Simpsons Sing the Blues (с англ. — «Симпсоны поют блюз») — дебютный альбом, выпущенный для мультфильма «Симпсоны». Альбом содержит первоначально записанную музыку, не показанную в сериях, за исключением первого куплета трека «Moaning Lisa Blues», который был впервые показан в эпизоде «Стонущая Лиза», который вышел в эфир в США 11 февраля 1990 года. Альбом был выпущен 4 декабря 1990 года и достиг позиции № 3 в чарте Billboard 200.
Дебютным синглом с альбома стал «Do the Bartman», который достиг международного успеха, в том числе достигнув первой позиции в чарте Великобритании 16 февраля 1991 года, продержавшись в чарте в течение двух недель и получив золотой сертификат после продаж более 400.000 копий. Второй сингл «Deep, Deep Trouble» также достиг успеха в Великобритании, достигнув в чарте 7 позиции. Для обоих синглов были выпущены музыкальные видеоклипы в 1991 году.
Различные актёры приняли участие в записи альбома как с синглами, так и с кавер-песнями. В альбоме появилось несколько известных музыкантов, в том числе B. B. King, DJ Jazzy Jeff, Dr.John и Marcy Levy.

## Предыстория
Дэвиду Геффену, основателю Geffen Records, пришла в голову идея записать альбом на основе «Симпсонов», который должен был выйти к рождеству 1990 года. По словам создателя сериала Мэтта Гренинга, «однажды Джеймс Л. Брукс вошёл в офис и сказал: «Симпсоны поют Блюз»... Затем мы провели много времени, решая, что блюз был...». Авторы мультсериала написали юмористические текста для актёров, для записи в стиле блюз и хип-хоп. Альбом записали в сентябре 1990 года. Альбом было трудно выпустить в перерывах между съёмками второго сезона «Симпсонов», премьера которого должна была состояться всего через две недели. Название альбома было написано продюсером Джеймсом Л. Бруксом. «Мы пробовали несколько различных стилей при записи», — рассказал создатель «Симпсонов» Мэтт Гренинг в интервью 1990 года. Альбом содержит эклектичное сочетание старых блюзовых мелодий, таких как «God Bless the Child» Билли Холидея и оригинальных песен, таких как «Deep, Deep Trouble», которые были спродюсированы DJ Jazzy Jeff и написаны Гренингом.
К 28 сентября 1990 года вокальный состав записывался около месяца. Fox заказали около дюжины съёмочных групп для интервью и записи голоса актёров, хотя вместо записи треков актеры в основном делали вид, что поют для камер.

## Релиз
Альбом столкнулся с большой оглаской перед его выпуском, с несколькими деталями, просочившимися наружу. Fox пытались сохранить запись в тайне до тех пор, пока переговоры с исполнителями, такими как Майкл Джексон, не были завершены.
The Simpsons Sing the Blues был выпущен 4 декабря 1990 года и добился успеха, достигнув позиции № 3 в чапие Billboard 200, став наивысшей позицией альбомов Симпсонов. Альбом также достиг успеха в Великобритании, достигнув  позиции № 6 в альбомном чарте и был в конечном итоге сертифицирован золотым. Ведущий сингл с альбома, «Do the Bartman», был выпущен 20 ноября 1990 года. Песня фактически не была выпущена как физический сингл, что, возможно, помогло продажам альбома.
14 декабря 1990 года альбом был сертифицирован платиновым, с продажами более 1 миллиона копий за первую неделю выпуска. В течение нескольких недель запись была сертифицирована дважды платиновой американской ассоциацией звукозаписывающих компаний 13 февраля 1991 года, с продажами более 2 миллионов копий.

## Приём
«Я думал, что это явление достигло своего апогея, когда в прошлом году пластинка Симпсонов Sing The Blues стала самой быстро продаваемой записью в этой стране. Забудь об этом, я был неправ. Смертельно ошибся»
The New York Times поместили альбом в свой список худших альбомов года в 1990 году. Люди описывали его как «гладкий, суперкоммерческий акт новизны», и казалось, что главной целью продюсера были деньги, а не комедия или драма.
Hatchet негативно сравнил его с альбомом 1997 года Songs in the Key of Springfield, отметив, что последний «на самом деле забавен».

## Список треков
1. «Do the Bartman» (автор Брайан Лорен)[17]
  - Барт Симпсон
2. «School Day» (первоначально написанный и исполненный Чаком Берри)
  - Барт Симпсон
  - Бастер Пойндекстер
3. «Born Under a Bad Sign» (первоначально исполненная Альбертом Кингом; авторы Букер Ти Джонс и Уильям Белл)
  - Гомер Симпсон
  - при участии Би Би Кинга (гитара)
4. «Moanin’ Lisa Blues» (автор Джон Бойлан, Эл Джин, Майк Рейсс, Джай Виндинг)
  - Лиза Симпсон
  - Гомер Симпсон (произносит «Lisa, KEEP IT DOWN»)!
  - при участии Джо Уолш (слайд-гитара), Джон Себастьян (гармоника)
5. «Deep, Deep Trouble» (Мэтт Грейнинг, DJ Jazzy Jeff & The Fresh Prince)
  - Барт Симпсон
  - Гомер Симпсон
  - при участии DJ Jazzy Jeff (scratches) Роуз Батлер & Марселла Детройт (бэк-вокал: «nothing but trouble; deep, deep trouble»)
6. «God Bless the Child» (первоначально исполненная Билли Холидеем; авторы Билли Холидей и Артур Херцог-младший)
  - Лиза Симпсон
  - при участии Мерфи Кровавые Дёсны
7. «I Love to See You Smile» (первоначально Рэнди Ньюман)
  - Гомер Симпсон
  - Мардж Симпсон
  - при участии Доктора Джона (пианино)
8. «Springfield Soul Stew» (на основе «Memphis Soul Stew» Кинга Кертиса)
  - Мардж Симпсон
9. «Look at All Those Idiots» (Джефф Мартин, Сэм Саймон, Джай Виндинг)
  - Монтгомери Бёрнс (на альбоме указан как Ч. Монтгомери Бёрнс)
  - Смитерс
10. «Sibling Rivalry» (Джон Бойлан, Джеймс Л. Брукс, Джай Виндинг)
  - Барт Симпсон
  - Лиза Симпсон

## Синглы
| Информация |
| --- |
| «Deep, Deep Trouble» - Релиз: 7 марта 1991 - Авторы: Мэтт Грейнинг, DJ Jazzy Jeff, the Fresh Prince - Продюсеры: - Позиция в чарте: № 7 (Великобритания) |
| «Do the Bartman» - Релиз: 20 ноября 1990 - Автор: Брайан Лорен - Продюсер: Майкл Джексон - Позиция в чарте: № 1 (Великобритания)                         |
| «God Bless the Child» - Релиз: - Авторы: Билли Холидей & Артур Херцог-младший - Продюсеры: - Позиция в чарте:                                            |

## Дискография
| Страна         | Лейбл           | Формат   | Каталог                |
| США            | Geffen          | Кассета  | M5G 24308              |
| США            | Geffen          | Винил    | GHS 24308              |
| США            | Geffen          | CD       | 9 24308-2              |
| США            | Geffen Goldline | Кассета  | M5G 24308              |
| США            | Geffen Goldline | CD       | 24308                  |
| Канада         | Geffen          | Кассета  | GEBBC-24308            |
| Канада         | Geffen          | CD       | GEBBD-24308            |
| Канада         | Geffen          | Винил    |                        |
| Канада         | Geffen          | Кассета  |                        |
| Канада         | Geffen          | Винил    | 7599-24308-1           |
| Канада         | Geffen          | CD       | 7599-24308-2           |
| Канада         | Geffen          | CD       | GED 24 308/GEFD 24 308 |
| Великобритания | Geffen          | Кассета  |                        |
| Великобритания | Geffen          | Винил    |                        |
| Великобритания | Geffen          | CD       | GFLD 19201             |
| Великобритания | Geffen          | CD promo | 9 24308-2              |

## Чарты
| Чарт (1991)                      | Высшая позиция |
| -------------------------------- | -------------- |
| Австралия (ARIA)                 | 24             |
| Канада Top Albums/CDs (RPM)      | 6              |
| Нидерланды (Album Top 100)       | 36             |
| Новая Зеландия (RMNZ)            | 2              |
| Норвегия (VG-lista)              | 17             |
| Швеция (Sverigetopplistan)       | 24             |
| Великобритания (UK Albums Chart) | 6              |
| США (Billboard 200)              | 3              |

## Сертификации
| Регион | Сертификация  | Продажи    |
| --- | ------------- | ---------- |
| Австралия (ARIA) | Золотой       | 35 000^    |
| Канада (Music Canada) | 2× Платиновый | 200 000^   |
| Новая Зеландия (RMNZ) | Золотой       | 7500^      |
| Норвегия (IFPI Norway)                                                                                                   | Серебряный    | 25,000*    |
| Швеция (GLF) | Золотой       | 50 000^    |
| Великобритания (BPI) | Золотой       | 100 000^   |
| США (RIAA) | 2× Платиновый | 2 000 000^ |
| * Данные о продажах приведены только на основе сертификации. ^ Данные о тиражах приведены только на основе сертификации. |               |            |